# Wiscasset Raceway
Wiscasset Raceway est un circuit de course automobile ovale de 3/8 de mille (603m) situé à Wiscasset, Maine aux États-Unis, à environ 70 km au nord-est de Portland.
Ouvert en 1969, l'endroit a présenté quelques épreuves de la série PASS North au cours de la décennie 2000.

## Vainqueurs PASS North
- 8 septembre 2002 Kenny Wright
- 18 avril 2003 Joe Bessey
- 8 juin 2003 Ben Rowe
- 3 août 2003 Ben Rowe
- 7 septembre 2003 Johnny Clark
- 19 août 2007 Johnny Clark
- 18 mai 2008 Johnny Clark
- 22 juin 2008 D.J. Shaw
- 17 août 2008 Johnny Clark
- 4 octobre 2008 Adam Bates